# NGC 613
NGC 613 je galaksija u zviježđu Kipar.

## Vanjske poveznice
- SEDS: NGC 0613